# Centris dichrootricha
Centris dichrootricha là một loài Hymenoptera trong họ Apidae. Loài này được Moure mô tả khoa học năm 1945.